# Ramnagar (Saptari)
Ramnagar (nepalski: रामनगर) – gaun wikas samiti we wschodniej części Nepalu w strefie Sagarmatha w dystrykcie Saptari. Według nepalskiego spisu powszechnego z 2001 roku liczył on 348 gospodarstw domowych i 2188 mieszkańców (1115 kobiet i 1073 mężczyzn).